# Bina Railway Colony
Bina Railway Colony es una localidad de la India en el distrito de Sagar, estado de Madhya Pradesh.

## Geografía
Se encuentra a una altitud de 415 m s. n. m. a 202 km de la capital estatal, Bhopal, en la zona horaria UTC +5:30.

## Demografía
Según estimación 2010 contaba con una población de 6 808 habitantes.